# 夜劇
夜劇（日语：よるドラ）是NHK綜合頻道自2018年4月7日開始在每週六23時30分至23時59分播出的電視劇。2021年4月後，該節目的播出時間改為週一22:45 - 23:15。NHK曾於2011年至2003年在星期二夜間播出類似電視劇。夜劇的第一部作品是《植物男子陽台男》。2019年，該時段播出了改編自漫畫《她喜歡的是BL，不是同志的我》的電視劇《腐女無意間跟Gay告白》。夜劇的大多數作品是面向年輕觀眾的作品。

## 歷年作品一覽
| 排序 | 日文原劇名 | 中文譯名                             | 播出日期起訖                  | 主演              | 放送製作局 |
| ---- | ---------- | ------------------------------------ | ----------------------------- | ----------------- | ---------- |
| 1    |            | 《植物男子陽台男》                   | 2018年4月7日 2018年8月4日     | 田口智朗          | 東京       |
| 2    |            | 《植物男子陽台男》 第二季            | 2018年9月22日 2018年12月15日  | 田口智朗          | 東京       |
| 3    |            | 因為殭屍來了，我重新考慮了自己的生活 | 2019年1月19日 2019年3月9日    | 石橋菜津美        | 東京       |
| 4    |            | 腐女無意間跟Gay告白                  | 2019年4月20日 2019年6月8日    | 金子大地          | 東京       |
| 5    |            | 這是我推薦的理由                     | 2019年7月27日 2019年9月14日   | 櫻井由紀          | 大阪       |
| 6    |            | 我不做模仿的事                       | 2019年10月26日 2019年12月14日 | 小瀧望            | 東京       |
| 7    |            | 傳說的母親                           | 2020年2月1日 2020年3月21日    | 前田敦子          | 東京       |
| 8    |            | 讚啦！光源氏                         | 2020年4月4日 2020年5月23日    | 千葉雄大          | 東京       |
|      |            | 腐女無意間跟Gay告白（重播）          | 2020年6月13日 2020年8月1日    | 金子大地          | 東京       |
| 9    |            | 那女孩無法成佛的理由                 | 2020年9月12日 2020年10月17日  | 森崎溫 高城蕾妮   | 名古屋     |
| 10   |            | 閻魔堂沙羅的推理奇譚                 | 2020年10月31日 2020年12月19日 | 中條彩未          | 大阪       |
| 11   |            | 接下來是倫理課                       | 2021年1月16日 2021年3月6日    | 山田裕貴          | 東京       |
| 12   |            | 美麗的國度                           | 2021年4月12日 2021年5月31日   | 吉田羊            | 東京       |
| 13   |            | 讚啦！光源氏 第二季                  | 2021年6月7日 2021年6月28日    | 千葉雄大          | 東京       |
| 14   |            | 古見同學有交流障礙症                 | 2021年9月6日 2021年11月1日    | 增田貴久          | 東京       |
| 15   |            | 作為阿佐谷姐妹一起生活               | 2021年11月8日 2021年12月20日  | 木村多江 安藤玉惠 | 名古屋     |
| 16   |            | 不能相愛的兩個人                     | 2022年1月10日 2022年3月21日   | 岸井雪乃 高橋一生 |            |

## 外部連結
- NHK連續劇一覽（日語）